# ジェラダ
ジェラダ (Jerada, ベルベル語: ⵊⵔⴰⴷⴰ, アラビア語: جرادة, Jrada) は、モロッコ北東部の、オリアンタル地方にある都市である。アルジェリアとの国境近くに位置する。また、都市の中心は海抜1052mの位置にある。人口は1982年に43016人、2004年に43916人、2012年に41823人。